# Хоа Сюаньдэ
Хоа Сюаньдэ Нгуен (англ. Hoa Xuande Nguyen) — австралийский актёр вьетнамского происхождения. Наиболее известен по игре в американских телесериалах «Ковбой Бибоп» и «Сочувствующий».

## Ранние годы и образование
Сюаньдэ — актёр вьетнамского происхождения. Проживает в Австралии. Образование получил в средней школе «Тринити» в Мельбурне и в Западноавстралийской театральной академии (англ. Western Australian Academy of Performing Arts).

## Актёрская карьера
С 2016 по 2017 год играл в австралийском телесериале «Ронни Чиенг: Иностранный студент», который выходил на канале ABC.
В 2020 году сыграл в телесериале «Голодные призраки», который вышел на австралийском канале SBS.
В 2021 году сыграл роль Лина в сериале Netflix «Ковбой Бибоп».
В 2022 году было объявлено, что Хоа Сюаньдэ сыграет главную роль в мини-сериале HBO «Сочувствующий».

## Фильмография

### Фильмы
| Год  | Название          | Роль       |
| ---- | ----------------- | ---------- |
| 2017 | ДругаяЖизнь       | Кодировщик |
| 2022 | Стежок во времени | Хэмиш      |

### Телесериалы
| Год       | Название                         | Роль     | Примечания                |
| --------- | -------------------------------- | -------- | ------------------------- |
| 2016—2017 | Ронни Чиенг: Иностранный студент | Элвин    | Главная роль (7 эпизодов) |
| 2017      | Вершина озера: Девушка из Китая  | Уокер    | 1 эпизод                  |
| 2017      | Умник                            | Советчик | 1 эпизод                  |
| 2020      | Голодные призраки                | Хоа      | 4 эпизода                 |
| 2021      | Ковбой Бибоп                     | Лин      | 7 эпизодов                |
| 2023      | Последний король Креста          | Ромео    | 7 эпизодов                |
| 2024      | Сочувствующий                    | Капитан  | Главная роль              |